# Vaccarizzo Albanese
Pour les articles homonymes, voir Albanese.
Vaccarizzo Albanese est une commune de la province de Cosenza, dans la région de Calabre, en Italie.

## Histoire
La commune tire son nom (Albanese) des Albanais fuyant l’avance ottomane, qui s’y sont installés au XVe siècle. Ces Albanais, les Arbëresh, ont gardé une forte identité, parlant toujours leur langue, l’arbërisht. Dans leur dialecte, albanais teinté d’italien, le village se nomme Vakarici.

## Administration
| Période                                  | Période | Identité | Étiquette | Qualité |
| ---------------------------------------- | ------- | -------- | --------- | ------- |
|                                          |         |          |           |         |
| Les données manquantes sont à compléter. |         |          |           |         |

### Communes limitrophes
Acri, San Cosmo Albanese, San Giorgio Albanese